# Chey Chettha Ier
 Chey Chettha Ier (vers 1575 mort en 1596) roi associé du Cambodge de 1585 à 1596.

## Biographie
Fils aîné de Satha Ier il est nommé roi associé par son père en 1585.Lors de l'invasion du pays par l'armée siamoise en 1593 il s'enfuit avec son père de la capitale Lovek avant la prise de la ville se réfugie dans un premier temps à Srey Santhor, puis dans la province de Stoeng Treng.
Il meurt à 21 ans avant la fin de l'année 1596 quelque temps avant son père. 

## Sources
- Chroniques Royales du Cambodge de 1594 à 1677. École française d'Extrême Orient Paris 1981  (ISBN 2855395372)
- Bernard-Philippe Groslier avec la collaboration de C.R. Boxer Angkor et le Cambodge au XVIe siècle d'après les sources portugaises et espagnoles, p.26 Tableau III « Succession d'Ang Chan » P.U.F (Paris) 1958;
- Achille Dauphin-Meunier, Histoire du Cambodge, Paris, Presses universitaires de France, coll. « Que sais-je ? n° 916 », 1968.